# Cratere Gibson
Gibson è un cratere sulla superficie di Plutone.